# Vedran Janjetović
Vedran Janjetović (Zagabria, 20 agosto 1987) è un ex calciatore croato naturalizzato australiano, di ruolo portiere.

## Carriera
Comincia la sua carriera nel Sydney United prima di passare alle giovanili del Sydney FC, dove conquista il titolo nazionale di categoria con delle solide prestazioni tra i pali.
Nel 2010, vorrebbe tornare al Sydney United vista la sua anzianità che non gli permetteva più di essere convocato con le giovanili del Sydney FC, ma a causa di un grave problema neurologico al braccio sinistro deve rimanere a riposo forzato per un periodo di tempo.. Passa in prestito al Brisbane Roar per sostituire il secondo Griffin McMaster,senza fare neanche una presenza.

### Melbourne Heart
Vedran Jamjerović passa in prestito al Melbourne Heart per 2 partite amichevoli contro la compagine americana del Colorado Rapids ed i sudcoreani del Busan Ipark.

### Sydney FC
Il 18 giugno 2012 firma un contratto di 2 anni con gli Sky Blues e nonostante avesse richieste da altri club, incluso il Western Sydney Wanderers.
Fa il suo debutto il 2 dicembre 2012 all'Allianz Stadium non subendo reti nello 0-0 contro il Melbourne Heart.

### Western Sydney Wanderers
Il 20 dicembre 2016 firma per 18 mesi con i rossoneri di Sydney.